# Humam Tariq
Humam Tariq Faraj Naoush (arabe : همام طارق فرج نعوش), né le 10 février 1996 à Bagdad (Irak), est un footballeur international irakien, évoluant au poste de milieu offensif au Muaither SC.

## Biographie
En décembre 2012, Tariq fait ses débuts internationaux face à la Tunisie lors d'un match amical, se soldant par une défaite sur le score de 2-1. Tariq devenant, ce jour-là, le plus jeune joueur de l'histoire du football irakien, âgé de seulement 16 ans.

## Palmarès

### International
- Finaliste de la Coupe d'Asie des moins de 19 ans en 2012
- Quatrième de la Coupe du monde des moins de 20 ans en 2013
- Finaliste de la Coupe du Golfe en 2013

### Individuel
- Joueur Irakien de l'année 2012[3].
- Meilleur joueur des qualifications asiatique à la Coupe du monde Militaire d'Asie 2013[4].